# Richard Beckhard
Richard Beckhard fue fundador del campo del desarrollo organizacional, consultor pionero en temas de administración del cambio, y profesor adjunto en el MIT Sloan School of Management de 1963 a 1984.
Beckhard ayudó a definir el desarrollo organizacional como «un esfuerzo planeado, que cubre a la organización, administrado desde la alta dirección, para incrementar la efectividad y salud organizacional mediante intervenciones planeadas en los "procesos" de la organización, utilizando el conocimiento aportado por las ciencias del comportamiento».
En los años 1950, colaboró con el profesor Douglas McGregor del MIT, quien creó el «Departamento de Estudios Organizacionales» en dicho instituto. Con Dewey Balch, inició un proyecto diseñado para facilitar el proceso de cambio en las organizaciones, denominándolo «Desarrollo Organizacional». 
De acuerdo a la definición de Beckhard, DO involucra un cambio planeado porque este requiere diagnósticos sistemáticos, desarrollo de un plan de mejoramiento y movilización de recursos para llevar a cabo los propósitos
Junto con David Gleicher, se le atribuye el haber desarrollado una fórmula simbólica para el Cambio:

{\displaystyle D\times V\times F\geq R}

Esta fórmula sugiere que la combinación de la insatisfacción organizacional con la situación actual (D, dissatisfaction), la visión del futuro posible (V, vision) y los pasos para lograr dicha visión (F, first steps), deben ser mayores que la resistencia en la organización para que ocurra un cambio significativo.
Junto con sus colegas Warren Bennis y Edgar Shein, colaboró en el lanzamiento de la renombrada Addison-Wesley Organization Development Series e inició la «Red de Desarrollo Organizacional» en 1967.
Escribió 8 libros y numerosos artículos, incluyendo su clásico trabajo Desarrollo Organizacional: Estrategias y Modelos, publicado en 1969, Changing the Essence y Richard Beckhard: Agente de Cambio: Mi vida, Mi Profesión.
Beckhard fue profesor adjunto en el MIT Sloan School of Management de 1963-1984. Murió el 28 de diciembre de 1999 a la edad de 81 años en la ciudad de Nueva York, Estados Unidos.